# صوفي وو
صوفي وو (بالإنجليزية: Sophie Wu)‏ هي ممثلة بريطانية، ولدت في 29 مارس 1983 في المملكة المتحدة.

## أعمال

### أفلام
- (2008) الطفل الجامح[4]
- (2010) كيك-آس[5][6]

## وصلات خارجية
- صوفي وو على موقع IMDb (الإنجليزية)
- صوفي وو على موقع ألو سيني (الفرنسية)
- صوفي وو على موقع أول موفي (الإنجليزية)
- صوفي وو على موقع قاعدة بيانات الأفلام السويدية (السويدية)
- صوفي وو على موقع قاعدة بيانات الفيلم (الإنجليزية)
- صوفي وو على موقع كينوبويسك (الروسية)